# Meindert Hobbema

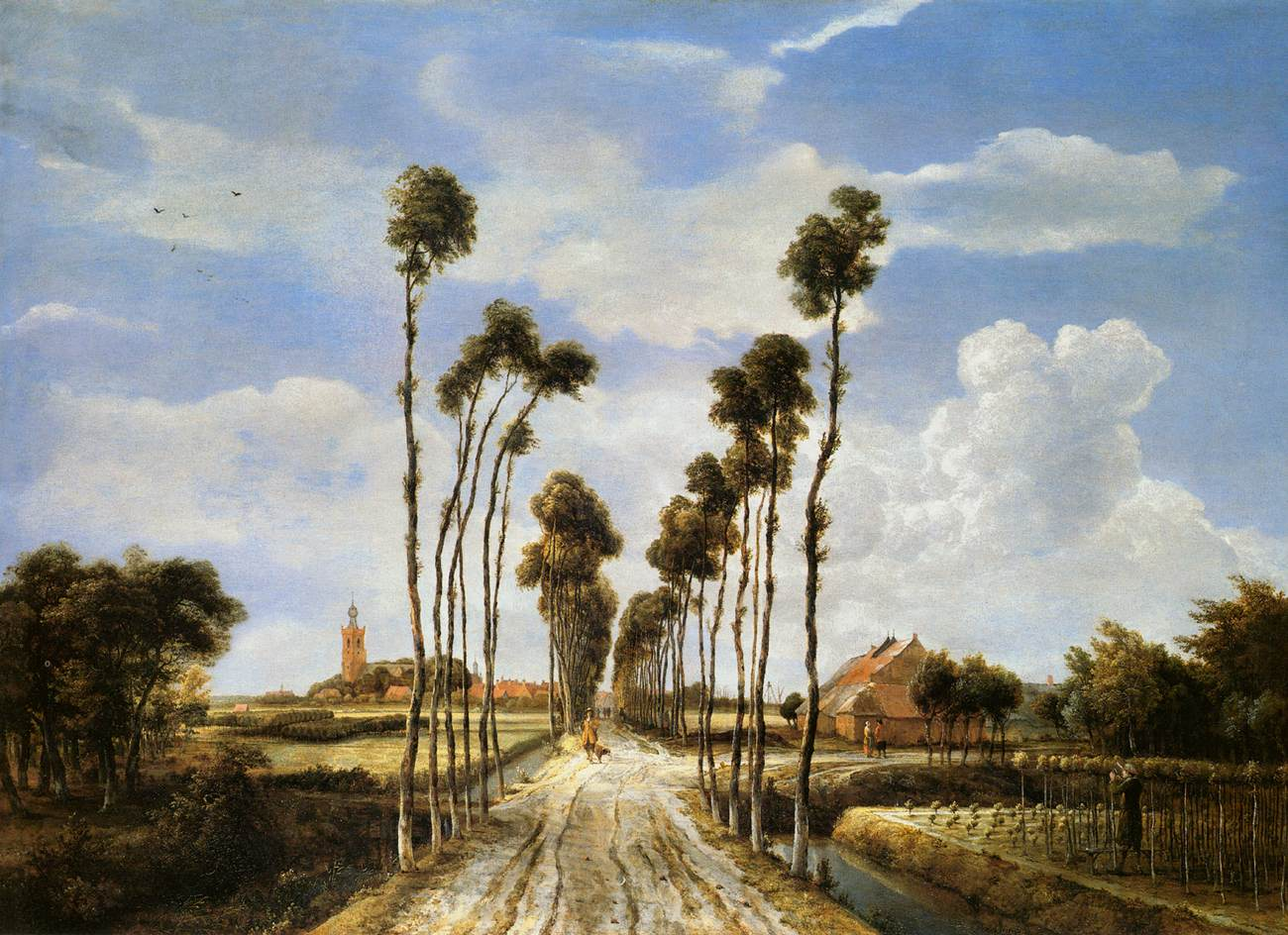
A Middelharnisba vezető út

Meindert Hobbema (teljes nevén Meindert Lubbertszoon Hobbema; (Amszterdam, 1638. október 31. – Amszterdam, 1709. december 7.) kiemelkedő holland tájképfestő. Jelentőségét csak a 19. században ismerték fel.

## Életpályája
1656-tól Jacob van Ruisdael tanítványa volt. Mesterével nagy körutat tett Hollandiában. Termékeny mester volt; 35 datált képe maradt fenn az 1657 és 1669 közötti időszakból.

## Művei
Több képén a staffázsalakokat mások festették (Adriaen van de Velde, Nicolae Pietersz Berchem).
Egyik művét Budapesten a Szépművészeti Múzeum őrzi.
Mesterének költői, romantikus felfogásával szemben Hobbema tájképeiben a természet keresetlen ábrázolása jelenik meg. Motívumai a lehető legegyszerűbbek: országutak, szél- és vízi malmok, kunyhók. Az előtérben rendszerint hatalmas, sötét fák állnak, míg mögöttük fény önti el a tájat. 
Az angol műgyűjtőknek régóta kedvence. Festményeinek jelentős része angol magángyűjteményekben, illetve a londoni National Galleryben van.